# Si bemol minor
Si bemol minor este o gamă minoră bazată pe Si♭, formată din Si♭, Do, Re♭, Mi♭, Fa, Sol♭ și La♭. Armura sa are cinci bemoli. Armura sa majoră relativă este Re bemol major, iar armura sa majoră paralelă este Si bemol major. Echivalentul său enarmonic, La diez minor, care ar conține 7 diezi, nu este folosit în mod normal.
Gama naturală Si bemol minor este:

## Acorduri de grad de scară
Acordurile gradului de gamă din Si bemol minor sunt:
- Tonic – Si♭ minor
- Supertonic – Do diminuat
- Mediant – Re♭ major
- Subdominant – Mi♭ minor
- Dominant – Fa minor
- Submediant – Sol♭ major
- Subtonic – La♭ major

## Muzică clasică în această cheie
Si bemol minor este în mod tradițional o tonalitate „întunecată”.
Vechiul corn fără valve abia putea cânta în Si bemol minor: singurul exemplu găsit în muzica secolului al XVIII-lea este o modulație care apare în primul menuet al Concertino-ului în Re major, Op. 80, de Franz Krommer.